# Ис Молас (Каљари)
Ис Молас је насеље у Италији у округу Каљари, региону Сардинија.
Према процени из 2011. у насељу је живело 127 становника. Насеље се налази на надморској висини од 62 м.